# Fara Vicentino
Fara Vicentino – miejscowość i gmina we Włoszech, w regionie Wenecja Euganejska, w prowincji Vicenza.
Według danych na rok 2004 gminę zamieszkiwało 3810 osób, 254 os./km².